# Gerald Weiß
Gerald Weiß pisany także Weiss (ur. 8 stycznia 1960 w Lübz, zm. 17 lutego 2018 w Kloster Lehnin) – wschodnioniemiecki lekkoatleta, który specjalizował się w rzucie oszczepem.
Wicemistrz uniwersjady w 1981 roku. Uzyskał wówczas wynik 87,80 i przegrał o nieco ponad półtora metra z zawodnikiem ZSRR Dainisem Kūlą. W 1986 zajął 11. miejsce w mistrzostwach Europy, które odbyły się w Stuttgarcie. Szósty zawodnik igrzysk olimpijskich w Seulu (1988) z rezultatem 81,30. Kilkukrotny medalista mistrzostw kraju – w 1981 zdobył jedyne złoto narodowego czempionatu. Rekord życiowy: starym modelem oszczepu – 90,06 (17 czerwca 1984, Sofia); nowym modelem – 83,30 (3 czerwca 1988, Jena).